# Aleksandr Byvsjev
Alexandr Byvsjev (ryska: Александр Бывшев), född 18 april 1972, är en rysk lärare och poet från Orjol oblast, Ryssland. 
År 2015 dömdes han för att ha skrivit pro-ukrainsk poesi i samband med Rysslands konflikt med Ukraina.

## Lärarkarriär
Byvsjev arbetade som tysklärare vid en gymnasieskola i staden Kromy.

## Konflikt
Efter att ett av hans verk publicerats i det ryska sociala nätverket VK, fördömde den lokala tidningen Zarya honom. I maj 2014 inleddes ett brottmål mot Byvsjev på grund av hans poesi till stöd för Ukraina i samband med Rysslands annektering av Krim och Kriget i Donbass. Han fick därefter sparken från arbetet och hans namn togs upp i den ryska "Förteckningen över terrorister och extremister", med konsekvensen att alla hans bankkonton frystes. Sova Center, en Moskva-baserad ideell organisation som bevakar mänskliga rättigheter, beskrev den lokala mediakampanjen mot Byvsjev som något som påminde om stalinistiska kampanjer mot "rotlösa kosmopoliter". Ryskspråkiga Wikipedia har tagit bort artikeln om honom.
Sommaren 2015 samlade ryska oppositionsaktivister ihop medel för att stödja Byvsjev; 125 personer skickade pengar och en person köpte en ny dator för att ersätta den som polisen hade konfiskerat. Största delen av pengarna förvaras nu i Moskva och levereras till Byvsjev vid behov.
I januari 2016 kunde Byvsjev inte överföra pengar med posten, då man sa till honom att alla postöverföringar från och till honom är förbjudna.